# Bulletin de l’Académie Internationale de Géographie Botanique
Bulletin de l’Académie Internationale de Géographie Botanique (abreviado Bull. Acad. Int. Géogr. Bot.) es una revista ilustrada con descripciones botánicas que fue editada en Francia. Se publicó como Sér. 3, los vols. 8(110)–20(253–254), en los años 1899–1910. Fue precedida por Monde des plantes; revue mensuelle de botanique y reemplazada por Bulletin de Geographie Botanique.